# Traylor Howard
Traylor Elizabeth Howard (ur. 14 czerwca 1966 w Orlando na Florydzie) − amerykańska aktorka. 
Zasłynęła dzięki roli asystentki detektywa Monka w popularnym serialu. Ukończyła liceum Lake Highland Prep i Uniwersytet Stanowy Florydy ze stopniem naukowym w dziedzinie komunikacji i reklamy oraz w języku angielskim. Karierę aktorską zaczęła w szkole średniej, grając w reklamówkach. Pojawiła się w ok. 30 reklamach, w tym „Tidy Cat” i „Milky Way Lite”. Potem wygrała casting do roli w Boston Common. Zagrała w teledysku do piosenki Breakout zespołu Foo Fighters.

## Wybrana filmografia
- 1998: Confessions of a Sexist Pig jako Anne Henning
- 2000: Ja, Irena i Ja jako Layla
- 2002: Bram i Alice jako Alice
- 2005-2009: Detektyw Monk jako Natalie Teeger
- 2005: Dziedzic Maski jako Tonya